# Europahaus
Europahaus är ett kontorshöghus i Berlin, beläget på Stresemannstrasse 92–94 i Kreuzberg. Tillsammans med grannhuset Deutschlandhaus uppfördes det från 1926 till 1931. 

## Historia
Arkitekttävlingen för utformningen av hela byggnadskomplexet vid Stresemannstrasse vanns av Richard Bielenberg och Josef Moser, som påbörjade projektet med att rita Deutschlandhaus 1926, enligt den då fortfarande rådande expressionistiska stilen. Arkitekten Otto Firle kom därefter att få uppdraget att utforma Europahaus, då enligt Neue Sachlichkeit-idealen. Byggnadsarbetena påbörjades i slutet av 1920-talet och avslutades 1931.
Byggnaden är uppförd i tio våningar med totalt 35 000 kvadratmeters nettoarea. Den första hyresgästen i huset var Stickstoff-Syndikat GmbH (plan 4–10).

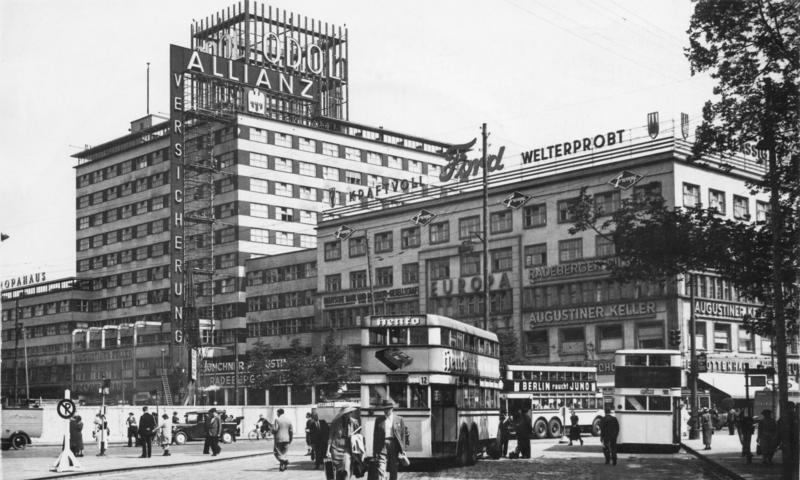
Europahaus till vänster och Deutschlandhaus till höger, fotografi från 1936.

Byggnaden blev känd framförallt för de stora ljusreklamskyltarna för företagen Odol och Allianz-Versicherungen, på sin tid i sig en stor attraktion i staden. Senare kom även en ljusreklamskylt för företaget Blaupunkt att finnas på husväggen fram till 2005. Blaupunktskylten ingår idag i Buchstabenmuseums samlingar i Berlin.
Under andra världskriget skadades Europahaus och det krävdes omfattande renoveringsarbeten från 1959 till 1966 för att återställa byggnaden i användbart skick. Efter att byggnaden återinvigts 1966 var den fram till Tysklands återförening säte för Deutsche Bundesposts lokala telestation, Fernmeldeamt 2 Berlin (senare nummer 3).
Byggnaden ligger i närheten av den tidigare järnvägsstationen Anhalter Bahnhof och är idag säte för huvudförvaltningen för Tysklands ministerium för näringslivssamarbete och utveckling, som är inrymd på fyra våningsplan. Här finns också lokaler som används av Robert Koch-Institut, Wasser- und Schifffahrtsdirektion Ost och Bündnis für Demokratie und Toleranz.